# Hoogspanningslijn Geertruidenberg-Krimpen
De hoogspanningslijn Geertruidenberg-Krimpen, is een hoogspanningsleiding tussen de Geertruidenberg en Krimpen aan den IJssel in Nederland. De lijn verbindt de beide hoogspanningsstations met elkaar. De bedrijfsspanning van de lijn bedraagt 380 kV en  het vermogen is 2 x 1.645 MVA. De lijn is 33,7 kilometer lang en een onderdeel van het landelijke hoogspanningsnet.
De lijn werd rond 1968-1969 aangelegd. Voor de rivieroversteek over de Beneden-Merwede en de Nieuwe Merwede bij Sliedrecht werden in juni-juli 1969 op beide oevers vier extra grote masten van 140 meter geplaatst, die met behulp van hijskraan werden gebouwd, die daarvoor speciaal uit Denemarken hier heen waren gebracht. Ter hoogte van Nieuw-Lekkerland werden voor de rivieroversteek over de Lek twee masten van 163 meter geplaatst. Dit zijn de hoogste hoogspanningsmasten van Nederland. De hele lijn kwam in 1970 onder spanning.

## Websites
- HoogspanningsNet. informatie over hoogspanning in Nederland
- Nieuwe Leidse Courant. Mastklimmen tot 140 m, 2 augustus 1696. over de bouw van de 140 meter hoge masten bij Sliedrecht

Aarle Rixtel-Helmond Oost  .
Boxmeer-Dodewaard   · 
Geertruidenberg-Eindhoven · 
Geertruidenberg-Krimpen  .  
Maasbracht-Boekend  · 
Maasbracht-Boxmeer  .
Maasbracht-Dodewaard  · 
Maasbracht-Eindhoven  ·  
Oss-Uden  .
Uden-Aarle Rixtel  .